# Морфов, Александр
Александр Морфов (9 ноября 1960 года в городе Ямбол, Болгария) — болгарский и российский режиссёр кино и театра, сценарист, актёр.

## Биография
Окончил Национальную академию искусства театра и кино (София) по двум специальностям — «Режиссёр драматического и кукольного театра» (1990 год) и «Режиссёр кино» (1994 год). Сразу после дипломного спектакля был приглашен в Софийский городской театр «За каналом», где поставил «Короля Убю» Альфреда Жарри (1991 год), «Бурю» (1998 год) и «Гамлета» Уильяма Шекспира в театре «Ла Страда».
С 1994 по 2000 год — главный режиссёр Национального театра Болгарии имени Ивана Вазова. Среди его постановок на ведущей сцене страны — «Сон в летнюю ночь» Уильяма Шекспира, «Дон Кихот» Мигеля де Сервантеса, «Волшебная ночь» по Сэмюэлу Беккету, Славомиру Мрожеку и Эжену Ионеско, «На дне» Максима Горького, «Декамерон или страсти по Бокаччо» по Джованни Бокаччо, «Изгнанники» по Ивану Вазову, «Дон Жуан» Мольера, «Полет над гнездом кукушки» и др.
С 2000 года назначен директором и художественным руководителем театра И.Вазова. Вследствие серьезного конфликта с Министерством культуры Болгарии отстранен от занимаемой должности. Его постановки были сняты с репертуара.
С 2001 успешно работает в России. Его первый спектакль — «Буря» в театре В.Комиссаржевской покорил Петербург и был удостоен высшей награды России в области театра «Золотая маска». Сразу же был приглашен в Москву, в театр знаменитого русского актёра Александра Калягина «Et cetera», где выпустил «Дон Кихота» и «Короля Убю» с Калягиным в главной роли. Спектакли были номинированы на «Золотую Маску», Александр Калягин получил награду за «Лучшую роль» Папаши Убю.
С 2003 по 2006 год — главный режиссёр Театра им. В.Комиссаржевской в Санкт Петербурге, где поставил пять спектаклей и получил премию «Золотой софит» за «Дон Жуана» Мольера (сценография Александра Орлова) и вновь номинирован на «Золотую Маску». Его спектакли «Пролетая над гнездом кукушки» с Александром Абдуловым и «Визит старой дамы» с Марией Мироновой в театре «Ленком» стали событиями в театральной жизни Москвы. Обладатель более чем 20 национальных и международных театральных премий, среди них «Золотая маска», «Чайка», «Хрустальная Турандот» и др.
В 2005 году работал в Америке с Михаилом Барышниковым над театральным проектом «Доктор и пациент» Р.Габриадзе.
В 2006 году вернулся в Национальный театр, где по сей день является главным режиссёром. Спектакли Морфова были представлены на международных театральных фестивалях в Вене, Касабланке, Киеве, Торуне, Охриде, Белграде, Вроцлаве, Гамбурге и др. Он успешно работает в Европе — во Франции, Швеции, Македонии, Румынии, Латвии, а в последние годы и в Израиле.
Морфов также является кинорежиссёром, сценаристом и актёром. Сыграл в фильмах «Иван и Александра», «Друзья Эмилии», «Последняя неделя», «Козий рог», «Любовное лето одного лопуха», «Дорога в Иерусалим» и других.

## Фильмография
- 1994-2000 — Царей кино (Болгарское национальное телевидение)
- 1997 — Волшебная ночь
- 2001 — BLUEBERRY HILL CIA Advertising и BNT
- 2009 — Изгнанники

## Награды и премии
- Орден «Святые Кирилл и Мефодий» I степени (31 октября 2005 года) — за большие заслуги перед Республикой Болгария в области культуры и искусства[2]
- Почётный Доктор Университета аудио-визуального искусства ESRA (Париж-Скопье-Нью-Йорк)

- Театральная критика Болгарии :
  - 1994 — Лучший режиссёр за лучший спектакль Дон Кихот
  - 1995 — Лучший режиссёр за лучший спектакль Сон в летнюю ночь
  - 2004 — Лучший спектакль Изгнанники
  - 2007 — Лучший спектакль Дон Жуан

- Фестиваль «Охрид»:
  - 1992 — Первая премия за спектакль Буря

- Премия «Аскер»
  - 1994 — Лучший режиссёр за лучший спектакль Дон Кихот
  - 1997 — Лучший режиссёр за лучший спектакль На дне
  - 2004 — Лучший режиссёр за лучший спектакль Изгнанники
  - 2007 — Лучший режиссёр за лучший спектакль Дон Жуан

- Премия союза актёров Болгарии:
  - 1997 — Лучший режиссёр за лучший спектакль На дне
  - 2004 — Лучший режиссёр за лучший спектакль Изгнанники
  - 2007 — Лучший режиссёр за лучший спектакль Дон Жуан

- Премия «Золотая муза» (Россия):
  - 2000 — Специальный приз за спектакль На дне

- Премия «Золотой софит» (Санкт-Петербург, Россия):
  - 2004 — Лучший режиссёр за лучший спектакль Дон Жуан (сценография Александра Орлова)

- Премия «Чайка» (Россия):
  - 2006 — Лучший спектакль Пролетая над гнездом кукушки(Театр «Ленком»,Москва)

- Премия «Хрустальная Турандот» (Россия:
- 2006 — Лучший спектакль Пролетая над гнездом кукушки (Театр «Ленком», Москва)

- Болгарский фестиваль ТВ и кино (Пловдив):
  - 2001 — Лучший режиссёр за фильм BLUEBERRY HILL
  - 2009 — Специальный приз жюри за фильм Изгнанники

- Болгарская кинопремия:
  - 2002 — Лучший режиссёрский дебют за BLUEBERRY HILL

- Премия Болгарской киноакадемии:
  - 2009 — Лучший фильм Изгнанники

- Премия «Золотая маска» (Россия):
  - 2002 — Лучший спектакль Король Убю, театр Et etera, Москва
  - 2004 — Лучший режиссёр за лучший спектакль Дон Жуан, театр В.Комиссаржевской, Санкт-Петербург (сценография Александра Орлова)
  - 2006 — Лучший режиссёр за лучший спектакль Пролетая над гнездом кукушки (Театр «Ленком», Москва) и т.д
  - 2007 — Зрительский приз за Пролетая над гнездом кукушки (Театр «Ленком», Москва)

- Театральный приз Румынии:
  - 2012 — Лучший спектакль Визит старой дамы, Национальный театр Румынии, Бухарест